# اتو برمر

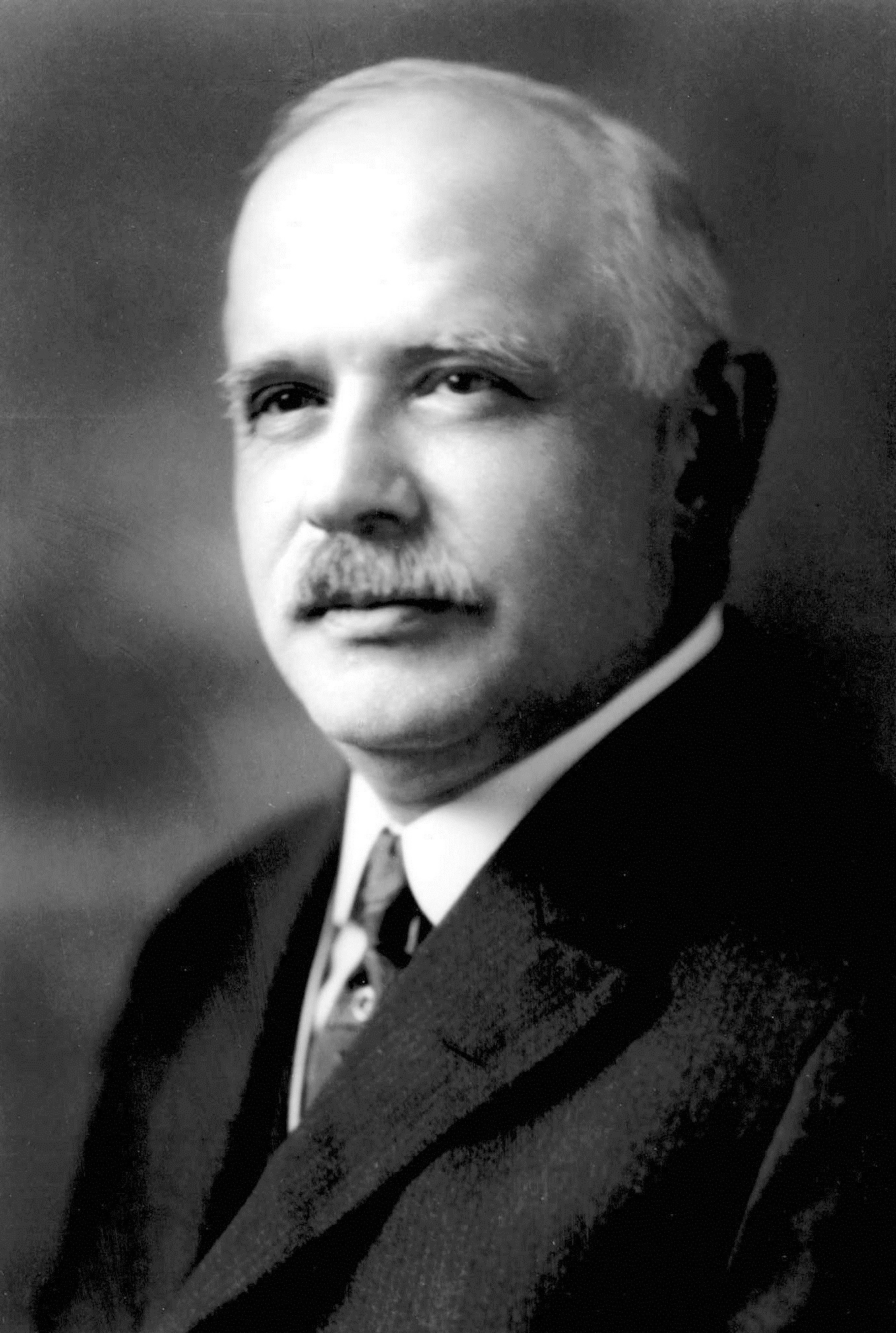
اتو برمر

اتو برمر (Otto Bremer) (زادهٔ ۲۲ اکتبر ۱۸۶۷- درگذشت ۱۸ فوریه ۱۹۵۱)، بانکدار و نوع‌دوست آلمانی-آمریکایی بود. او بانک برمر و بنیاد اتو برمر را پایه‌گذاری کرد که منابع مالی برای استفاده در جوامعی که این بانک‌ها در آن‌جا فعالیت می‌کنند، تخصیص می‌دهد.

## مهاجرت، بانکداری و آبجو
برمر در ۲۲ اکتبر ۱۸۶۷ در زیزن آلمان از پدری بانکدار به دنیا آمد. او به‌همراه برادرش، آدولف، به آمریکا مهاجرت کرد و در نوامبر ۱۸۸۶ به این سرزمین قدم گذاشت. برمر ابتدا به‌عنوان کارمند سهام در یک شرکت عمده‌فروشی سخت‌افزار بنام سنت پاول، مینه‌سوتا استخدام شد و سپس در سال ۱۸۸۷ به‌عنوان حسابدار در بانک ملی آلمان-آمریکا فعالیت کرد. او در دهه‌های بعد، به سمت‌های بالاتر ترفیع یافت و به یکی از سهام‌داران اصلی بانک تبدیل شد. در سال ۱۹۲۱، برمر به ریاست بانک ملی جدید آمریکا رسید و در این جایگاه به‌مدت ۲۰ سال فعالیت نمود.
آدولف و اتو برمر تا سال ۱۹۰۱ مالک ۲۵ درصد از سهام آب‌جوسازی اشمیت بودند.
پس از مرگ یاکوب اشمیت در سال ۱۹۱۱، آدولف، برادر برمر و داماد اشمیت، آب‌جوسازی اشمیت را اداره کرد. برادران برمر در سیاست نیز دستی بالا داشتند و در دههٔ ۱۸۹۰ علیه قانون انتخاب بخش مینه‌سوتا لابی‌گری کردند. این قانون در صورت تصویب، به بخش‌ها اجازه می‌داد قوانین ضد مصرف الکل وضع کنند. پس از درگذشت آدولف در سال ۱۹۳۹، اتو به ریاست آب‌جوسازی اشمیت رسید.
در دوران رکود بزرگ، یعنی از سال ۱۹۲۹ تا دههٔ ۱۹۳۰، برمر در بسیاری از بانک‌های شهرهای کوچک این منطقه سرمایه‌گذاری کرد و اغلب با سرمایهٔ خود مانع از ورشکستگی بانک‌های محلی می‌شد. تا اواسط دههٔ ۱۹۳۰، او در ۵۵ بانک در این منطقه سهام‌دار بود. برمر همچنین با ریسک‌پذیری بالا، تمام ارزش سهام بانک را خریده بود و راهی نداشت جز این‌که برادرش آدولف که سهام متعلق به خود و همسرش در شرکت آب‌جوسازی اشمیت را (ماری اشمیت برمر، دختر یاکوب اشمیت بنیان‌گذار آب‌جوسازی) به‌عنوان وثیقه قرار داده بود، او را نجات دهد. برمر، به‌همراه برادرش آدولف، شرکت آب‌جوسازی یاکوب اشمیت را اداره می‌کرد.

## ربایش ادوارد برمر
در سال ۱۹۳۴، ادوارد برمر که بانک‌دار و برادرزادهٔ اتو بود، در روز روشن وقتی می‌خواست دخترش را به مدرسهٔ سامیت در سنت پائول برساند، به دست گروه کارپیس بارکر ربوده شد. این آدم‌ربایی، به‌همراه ربایش ویلیام هام جی. آر، وارث آب‌جوسازی، پایانی بر توافق اوکانر بود. بر اساس این توافق، جان اوکانر، سرکلانتر سنت پائول، به این گروه خلاف‌کار اجازه داده بود از سنت پائول به‌عنوان پناهگاهی امن استفاده کنند، مشروط بر این‌که جرمی در شهر مرتکب نشوند. خانوادهٔ برمر ۲۰۰۰۰۰ دلار باج دادند که به‌طور بی‌شرمانه‌ای دو برابر باج ۱۰۰۰۰۰ دلار پرداخت‌شده از سوی خانوادهٔ هام بود. پس از حدود یک هفته، هر دو قربانی صحیح و سالم آزاد شدند.
در سال ۱۹۴۳، اتو شرکت اتو برمر را به‌عنوان یک شرکت هلدینگ برای تحکیم منافع‌اش در این بانک‌ها تأسیس کرد، (تا آن زمان، او مالک اصلی یا تنها مالک بیشتر آن‌ها بود). همچنین در سال ۱۹۴۴، او بنیاد اتو برمر را به‌عنوان سازمانی خیریه برای تأمین وجوه برای مقاصد عام‌المنفعه در شهرهای کوچکی که بانک برمر در آنجا حضور داشت، پایه‌گذاری کرد. بودجهٔ این بنیاد از سود شرکت هلدینگ بانک برمر تأمین می‌شد. از سال ۲۰۰۹، این بنیاد سالانه حدود ۲۵ میلیون دلار صرف امور خیریه می‌کند. وانگهی، کارکنان این بانک مدام تشویق می‌شوند تا داوطلبانه در فعالیت‌های محلی شهری شرکت کنند. هر سال، این کارکنان بیش از ۱۰۰۰۰۰ ساعت کار داوطلبانه انجام می‌دهند.
برمر بیش از ۱۰ سال به‌عنوان خزانه‌دار شهر سنت پائول فعالیت کرد و مشاور رؤسای جمهور، وودرا ویلسون و فرانکلین دی روزولت بود.

## میراث
هنگامی که اتو برمر در سال ۱۹۵۱ دیده از جهان فروبست، بیشتر دارایی و سهام خود را در شرکت بانک اتو برمر برای بنیاد اتو برمر به میراث گذاشت. تراست مالک اصلی شرکت بانک برمر باقی ماند و حدود ۹۲ درصد از سهام آن را در اختیار داشت. بقیه-ی سهام متعلق به کارکنان یا بازنشستگان این شرکت است.

## بانک برمر
بانک برمر، نام بانک‌های متعلق به شرکت مالی برمر می‌باشد و یک شرکت هلدینگ بانکی است که اتو برمر آن را در سال ۱۹۴۳ پایه‌گذاری کرد. آن‌ها شعبه این بانک در مینه‌سوتا، ویسکانسین و داکوتای شمالی را با سرمایه‌گذاری مالی حدود یک میلیارد دلار و تمام دارایی ۱۲٫۳ میلیارد دلار اداره می‌کنند. این شرکت با داشتن دفاتری در سنت پاول مینه‌سوتا، به طور کامل متعلق به کارکنان و بنیاد اتو برمر است.